# マジックミラー号ちびQ
マジックミラー号ちびQ （まじっくみらーごうちびきゅー）は、ソフト・オン・デマンドが発明した合法的露出用移動スタジオ。
トラックの荷台が一面マジックミラーによって囲われている移動式スタジオマジックミラー号を小型にしたもので、マジックミラーにより直方体の箱が形作られ軽トラックにより搬送可能である。手押し台車に乗せて移動可能で、歩道や公園などの雑踏に持ち込むことにより、あたかも人ごみの中で性行為に及んでいるような撮影ができる。『ちびQ』には小窓が設けられており、激しく性行為に及んでいるAV女優の顔を外に出させ、公衆にそれとは気付かれないように普通の素振りをさせるプレイが可能である。
また、『ちびQ』を撮影に利用する際には、AV女優には前もって知らせず目隠しをしたまま『ちびQ』に乗せ、AV男優との性行為が盛り上がってきたころを見計らって目隠しを外させる。すると、雑踏の中で全裸で性行為を行っているとAV女優が錯覚しびっくりするので、一種の『どっきり』的演出としても人気が高い。